# Чхонма (танк)
Чхонма (천마, с кор. крылатый конь, пегас) — северокорейский средний танк. Лицензионная копия советского Т-62. С момента создания неоднократно подвергался модернизации вплоть до 2018 года. Ввиду секретности сведения о танке Чхонма скудны. Танки серии Чхонма многократно демонстрировались на военных парадах КНДР с 1992 по 2018 гг.

## Модификации
- Чхонма-хо I — лицензионная версия советского Т-62 с ослабленным бронированием и без дальномера.
- Чхонма-хо II — танк со стандартным бронированием Т-62 и лазерным дальномером, расположенным выше орудия.
- Чхонма-хо III — танк с динамической защитой, расположенной по бортам башни, резинотканевыми бортовыми экранами корпуса, дымовыми гранатомётами (по 8 гранатомётов с каждой стороны). Планировалось установить теплозащитный кожух ствола орудия, но на всех существующих фотографиях танка и последующих модификациях кожух фактически отсутствует.
- Чхонма-92, или Чхонма-хо IV — танк переоборудован двигателем мощностью 750 л. с., установлен баллистический вычислитель и стабилизатор ствола орудия, применена разнесённая и комбинированная броня. Динамическая защита отсутствует.
- Чхонма-98, или Чхонма-хо V — установлена сварная башня с комбинированной бронёй, тепловизионный прицел, танк оснащён современным баллистическим вычислителем.
- Чхонма-214, или Чхонма-хо V — прямое развитие предыдущей модификации. Боковые резинотканевые экраны дополнительно защищены стальными бронелистами. Резинотканевые экраны установлены на нижнюю лобовую деталь корпуса и лоб башни. Верхняя лобовая деталь корпуса защищена траками. Люк механика-водителя усилен дополнительной бронеплитой.
- Чхонма-215, Пхокпхун-хо I или M-2002 — танк получил удлинённое шасси. Ходовая часть состоит из шести пар опорных катков. Установлен двигатель мощностью 1 000—1 100 л. с. Усилено лобовое бронирование корпуса. Установлен метеорологический датчик.
- Чхонма-216, Пхокпхун-хо II или M-2002 — вновь усилено лобовое бронирование корпуса, доступна установка динамической защиты на верхнюю лобовую деталь корпуса. На башню танка, помимо пулемётного вооружения, могут быть установлены спаренные автоматические гранатомёты АГС-30, пусковые установки ПТРК Пульсэ-3 и ПЗРК Игла-1.